# 수요예술무대
《수요예술무대》는 MBC의 음악 전문 텔레비전 프로그램이다.
1992년 11월 8일 일요예술무대로 첫 방송됐다. 당시 MC는 한선교였다. 2년 만에 일요예술무대가 막을 내리고 이후 개편마다 요일을 바꾸어 프로그램명이 변경되었다. 그러던 1998년 10월 25일부터 수요예술무대라는 명칭으로 고정되었다. 이현우와 김광민이 7년여간 진행해오다 2005년 10월 19일을 7년 만에 마지막으로 프로그램이 종영됐다. 그 후 MBC every 1에서 재편성되었고이루마와 바비 킴이 MC를 맡았으나 2011년 5월 25일에 1년 만에 또 다시 막을 내렸다.
그러던 2013년 1월 8일부터 TV예술무대로 2년 만에 부활해서 명맥을 이어오고 있다. 피아니스트 손열음이 2018년 7월 14일부터 진행을 맡아오고 있다.

## 프로그램명 변천
- 일요예술무대 (MBC, 1992년 11월 8일 ~ 1994년 2월 20일)
- 수요예술무대 (MBC, 1992년 11월 18일 ~ 1998년 10월 18일)
- 토요예술무대 (MBC, 1994년 2월 26일 ~ 1995년 10월 14일)
- 일요예술무대 (MBC, 1995년 10월 22일 ~ 1996년 10월 20일)
- 토요예술무대 (MBC, 1996년 10월 26일 ~ 1997년 6월 28일)
- 금요예술무대 (MBC, 1997년 7월 4일 ~ 1997년 10월 17일)
- 일요예술무대 (MBC, 1997년 10월 26일 ~ 1998년 10월 25일)
- 수요예술무대 (MBC, 1998년 10월 28일 ~ 2005년 10월 19일)
- 수요예술무대 (MBC every1, 2010년 10월 13일 ~ 2011년 5월 25일, 총33부작)

## 방송 시간
- MBC 수요예술무대 - 매주 수요일 밤 12시 55분
- MBC every1 수요예술무대 - 매주 수요일 밤 11시

## 역대 진행자
- 한선교[1] (MBC 일요예술무대) (1992년 11월 8일 ~ 1994년 2월 20일)
- 김광민, 이현우 (MBC 수요예술무대) (1998년 10월 25일 ~ 2005년 10월 19일)
- 이루마, 바비 킴 (MBC every 1 수요예술무대) (2010년 10월 13일 ~ 2011년 5월 25일)

## 제작진
- 연출 : 한봉근
- 작가 : 이경아

## 방송 목록

### MBC every1 수요예술무대
| 회차 | 방송일           | 출연자                                                               |
| ---- | ---------------- | -------------------------------------------------------------------- |
| 1회  | 2010년 10월 13일 | 구라모토 유키, 크리스탈 케이                                         |
| 2회  | 2010년 10월 20일 | 패리스 매치, 자우림                                                  |
| 3회  | 2010년 10월 27일 | 바비 킴, 이루마, 부가킹즈, 길학미, 더블 K                            |
| 4회  | 2010년 11월 3일  | 윤디, 이바디                                                         |
| 5회  | 2010년 11월 10일 | 김광민, 이루마, 바비 킴, 뮤지컬 빌리 엘리어트 팀, 지용               |
| 6회  | 2010년 11월 17일 | 박정현, 바비 킴, 아카펠라 그룹 메트로, 츠지 아야노                   |
| 7회  | 2010년 11월 24일 | 아카펠라 그룹 Idea of North, 스튜디오 아파트먼트&서로(하우스룰즈)    |
| 8회  | 2010년 12월 1일  | 파트리샤 카스                                                        |
| 9회  | 2010년 12월 8일  | 바비 킴, 나원주, 원모어찬스(정지찬, 박원)                            |
| 10회 | 2010년 12월 15일 | 피아니스트 랑랑                                                      |
| 11회 | 2010년 12월 22일 | 바비 킴, 휘성, 거미                                                  |
| 12회 | 2010년 12월 29일 | 이병우, 김광민                                                       |
| 13회 | 2011년 1월 5일   | <신년특집> 김광석 다시 부르기!                                       |
| 14회 | 2011년 1월 12일  | 4CUS, 박학기, 나무자전거, 유리상자                                   |
| 15회 | 2011년 1월 19일  | 빈 소년 합창단, 먼데이 키즈, 장혜진, 영지                            |
| 16회 | 2011년 1월 26일  | 보드카레인, 갤럭시 익스프레스, 크라잉넛                              |
| 17회 | 2011년 2월 2일   | 뉴에이지 그룹 어쿠스틱 카페                                          |
| 18회 | 2011년 2월 9일   | 스윗 소로우, 나원주, 메이트                                          |
| 19회 | 2011년 2월 16일  | 게리 무어 추모공연 김태원, 김종진, 김세황, 신대철, 이현석            |
| 20회 | 2011년 2월 23일  |                                                                      |
| 21회 | 2011년 3월 2일   |                                                                      |
| 22회 | 2011년 3월 9일   | 2011 Spring Rock Festival 1 신대철, 디아블로, 로다운 30              |
| 23회 | 2011년 3월 16일  | 2011 Spring Rock Festival 2 서울전자음악단, 크래쉬, 블랙홀, 국카스텐 |
| 24회 | 2011년 3월 23일  | 임재범 스페셜 콘서트                                                 |
| 25회 | 2011년 3월 31일  | 아이유, 메이트, 변진섭, 부가킹즈                                     |
| 26회 | 2011년 4월 6일   | 코린 베일리 레이, 아이유                                             |
| 27회 | 2011년 4월 13일  | 케이코 리, 윈터플레이                                                |
| 28회 | 2011년 4월 20일  | 월러스, 옐로우 몬스터즈, 나윤권                                      |
| 29회 | 2011년 4월 27일  | 이현우, 김광민                                                       |
| 30회 | 2011년 5월 4일   | 정엽, 살타첼로                                                       |
| 31회 | 2011년 5월 11일  | 윤도현 밴드                                                          |
| 32회 | 2011년 5월 18일  | 부활, 국카스텐, 백두산                                               |
| 33회 | 2011년 5월 25일  | 구라모토 유키, 이루마                                                |